# Fredo Santana
Derrick Coleman (n. 4 iulie 1990, Chicago, Illinois, SUA – d. 19 ianuarie 2018, Reseda⁠(d), California, SUA), cunoscut sub numele de scenă Fredo Santana, a fost un rapper american al cărui album de debut Trappin Ain't Dead a fost lansat în data de 31 octombrie 2013 de către casa de discuri Savage Squad.

## Cariera muzicală
Primul mixtape al lui Fredo, It's a Scary Site, a fost lansat pe 20 septembrie 2012. Producătorii care au participat sunt TM88, Young Chop, 12Hunna, Leek E Leek, J-Hill, C-Sick și Paris Bueller în colaborare cu rapperii Chief Keef, Lil Reese, King L, Gino Marley, Frenchie, Lil Herb, Lil Bibby și Lil Durk. Cel de al doilea mixtape al lui Santana, Fredo Kruger, a fost lansat pe 28 februarie 2013 avându-i ca producători pe următorii: 808 Mafia, Young Chop și Mike WiLL Made It, de asemenea rapperii Migos, Juelz Santana, Soulja Boy, Young Scooter, Fat Trel, Alley Boy, Lil Durk și Lil Reese printre alții. Avea să fie mai târziu pus la vânzare pe iTunes în data de 7 mai 2013.
Pe 24 septembrie 2013, Fredo Santana a avut o scurtă apariție în videoclipul lui Drake pentru piesa Hold On, We're Going Home, în care el a jucat rolul unui răpitor.
Albumul lui de debut Trappin Ain't Dead a fost lansat pe 31 octombrie 2013. Albumul a avut colaborări cu Kendrick Lamar, Chief Keef, PeeWee Longway si alții membrii ai Glory Boyz Entertainment. Scary Site 2 a fost lansat pe 20 decembrie 2013.
Pe 27 februarie 2014, Santana a anunțat că el și cu Keef vor lansa un album în colaborare numit Blood Thicker Than Water. Pe 9 iulie 2014, a dezvăluit lista pieselor ce vor compune albumul Walking Legend.

## Viața personală
Fredo Santana era vărul mai mare al rapperului din Chicago, Chief Keef.

## Moartea
Santana a murit din cauza unei crize convulsive pe data de 19 ianuarie 2018 în casa lui din Reseda, Los Angeles. TMZ dezvăluie ca el suferea de probleme cu rinichii și cu ficatul din cauza utilizării în exces a siropului de tuse și că a fost spitalizat de două ori în octombrie și noiembrie 2017. 

### Probleme de sanatate
Santana era un mare consumator de droguri, la un moment dat fiind dependent de Xanax și lean. Santana a atribuit consumul său ridicat de droguri traumei trăite în copilărie, susținând că a suferit tulburări de stres posttraumatic(PTSD) și s-a orientat spre droguri ca mecanism de combatere.
Santana a fost internat în martie 2017 după ce a suferit o criză convulsivă, pe care a pus-o pe seama unei greutăți de muncă grele și a programului său de somn slab. În ciuda medicamentului, Santana a continuat să sufere de convulsii, de obicei mai multe convulsii la rând.
Santana a fost din nou internat în spital în octombrie 2017, după ce prietenul și colegul său rapper, Gino Marley, l-au găsit pe Santa in mijlocul unei convulsi pe podeaua casei, cu sânge care i-a ieșit din gură.Fiind dependent de Xanax și lean,Santana și-a exprimat interesul de a merge la reabilitare în timp ce se afla în spital.

## Discografie
| Titlu              | Detalii Album                                                                | Poziție în US R&B/HH |
| ------------------ | ---------------------------------------------------------------------------- | -------------------- |
| Trappin Ain't Dead | - Lansare: 31 octombrie 2013 - Casă de Discuri: Savage Squad Records         | 45                   |
| Fredo Kruger 2     | - Lansare: 8 septembrie 2017 - Casă de Discuri: Savage Squad Records, Empire | -                    |

## Mixtape-uri
- It's a Scary Site (2012)[21]
- Fredo Kruger (2013)[22]
- Street Shit (with Gino Marley) (2013)[23]
- It's a Scary Site 2 (2013)[24]
- Walking Legend (2014)[25]
- Ain't No Money Like Trap Money (2015)[26]
- Fredo Mafia (with 808 Mafia) (2016)
- Plugged In (2017)[27]

## Single-uri
| Titlu                                   | An   | Album             |
| --------------------------------------- | ---- | ----------------- |
| "I Need More" (featuring Young Scooter) | 2013 | Fredo Kruger      |
| "Bird Talk"                             | 2013 | Scary Site 2      |
| "Jealous" (featuring Kendrick Lamar)    | 2013 | Trappin Aint Dead |
| "It's Only Right"                       | 2014 | Walking Legend    |